# The Haunted Thundermans
"The Haunted Thundermans" fue un crossover de las series The Thundermans y The Haunted Hathaways estrenado en 2014. El episodio fue visto por 2.50 millones de espectadores.

## Sinopsis
El episodio comienza con Louie Preston y su hermano Miles en un callejón Contrabandista diciendo que se prepararán para Halloween ya que Ray Preston, su padre respectivamente, los dejará asustar este Halloween y Miles le plática sobre una leyenda del mundo fantasmal el demonio verde, Louie solo se ríe sin embargo, los dos encuentran una grieta, Louie la inspecciona y ve que de ella sale un brillo verde así que le cambia de conversación a Miles y le dice que mejoró su transformación convirtiéndose en una calabaza luego Miles se burla de él y se van.
Mientras tanto, en la casa de los Thundermans, Phoebe Thunderman está muy contenta ya que sus amigos organizarán una fiesta de Halloween y le cuenta a su madre; las dos se emocionan mientras Max Thunderman está aburrido y Billy y Nora Thunderman están jugando en ese momento, Hank Thunderman recibe una llamada de la liga de Héroes diciéndole que el demonio verde ha escapado en Nueva Orleans y que vieron a Louie convertido en calabaza en donde se escapó y de esa forma los Thundermans tendrán una misión para capturarlo.
Ya en la panadería de Michelle Hathaway en Nueva Orleans, Hank y Barb le dicen a sus hijos que se pongan unos collares hechos con demonita que los protegerá de posesiones fantasmales ya que sería peligroso que el demonio poseyera a alguno de ellos y obtuviera sus poderes. Phoebe y Max se muestran escépticos.
Phoebe no quiere estar en la misión y Max cree que es muy poderoso como para que el demonio verde lo controle, ahí se encuentran con Michelle, Taylor y Frankie (quien se encontraba diciéndole a Louie que el alcalde le había prohibido pedir dulces porque le había ganado en póker), ellos empiezan una conversación formal hasta que llegan Louie y Miles, Barb los saluda.
Michelle y sus hijas se sorprenden de que pueda ver y oír a un fantasma ya que Louie y Miles lo son, sin embargo Miles les dice que es normal en los Superhéroes, las Hathaway no quieren aceptar a los Preston como fantasmas y los Thundermans no aceptan ser superhéroes, pero se delatan cuando Billy corre muy rápido y Louie se convierte de nuevo en calabaza así que deciden trabajar en equipo para detener al Demonio Verde, Taylor le pregunta a Max si preferiria ir a desparasitar perros que salir con ella (ya que Scott, el novio de Taylor, la dejó plantada sobre salir a una fiesta por este motivo) Max le contesta fríamente que no le interesa pero Taylor insiste provocando que Max la congele, pero es descongelada por Phoebe quien se disculpa diciendo que odiara más a Max cuando lo conozca, en ese momento llega Chad, quién dará la fiesta en la noche e invita a Phoebe pero Max los interrumpen diciendo que no puede ir y Chad le dice que él nunca lo invitó, así que Phoebe y Taylor se van a disfrazar para la fiesta con Phoebe, maravillada por Chad.
Antes de irse Chad mira a Phoebe con los ojos verdes mostrando así que está poseído por el Demonio Verde.
Mientras que Frankie le dice a Billy y Nora que como iban a estar desocupados podían ayudarla a pedir dulces, Frankie les explica un plan en el que Nora usaría su visión láser para cortar las ramas de los árboles para que los niños no pudieran pasar y Billy usaría su supervelocidad para crear un torbellino, mientras Frankie se lleva los dulces entonces llega Louie enojado y le dice a Frankie que no a escuchado su nombre en el plan y Frankie le dice indirectamente que no lo mencionó a propósito porque era un mal fantasma.
Hank y Ray se ponen a trabajar en la jaula para el fantasma siendo observados por Michelle y Barb, en ese momento llegan Taylor y Phoebe disfrazadas. Michelle y Barb se burlan pero ellas hacen caso omiso y se van a la fiesta, ya en la fiesta Taylor recibe un mensaje de Scott y dice que se siente mal por dejarlo tan confuso pero Phoebe le dice que la cambio por los perros, Phoebe es invitada por Chad a ir al jardín y Taylor se encuentra con Max quién le dice que rastreo señal fantasmal hasta ahí, las compañeras de Taylor viéndola con Max le toman una foto diciendo que es infiel y enviándosela a Scott por lo que Taylor golpea a Max y le dice que la ayude a recuperar la foto y Max la ayuda de mala gana, mientras tanto en el jardín Chad le dice a Phoebe que su amuleto es fascinante y le pregunta si lo puede ver, Phoebe le contesta que si y se lo da, Chad comenta que es pura demonita y que protege contra posesiones fantasmales, Phoebe sorprendida le pregunta a Chad que como sabía eso a lo que el responde con los ojos verdes y voz fantasmal diciendo que el no es Chad y el demonio sale de su cuerpo para poseer a Phoebe, tomando control de su cuerpo diciendo que con sus poderes fantasmales y los poderes del cuerpo de Phoebe dominará el mundo pero que primero se vengará de Hank.
Max y Taylor se dan cuenta de que la foto ya fue enviada a Sott por lo que Taylor va a contárselo a Phoebe. En el jardín, el Demonio Verde comienza a probar los poderes de Phoebe diciendo que ella es como su nuevo títere.
Phoebe despierta y se golpea exigiéndole al demonio salir de su cuerpo, pero el Demonio Verde le da una cachetada a Phoebe tomando de nuevo el control de su cuerpo y le dice que porque se golpeaba sola. En ese momento llega Miles, con disfraz de héroe morado diciendo que era el paladín poderoso (pero como sus iniciales eran pp todos decían que era pepe como se llamaba) y le pregunta a Phoebe si estaba bien, a lo que contesta con voz demoníaca haciendo que Miles se largara, pero solo se ríe y el demonio hace gala de los poderes de Phoebe congelando a Miles y se va, mientras tanto Frankie, Billy y Nora estaban contando los dulces que habían conseguido cuando aparece Louie y Frankie le muestra lo que habían conseguido que era una carretilla enorme, llena con una montaña de dulces. Louie celoso se va.
En la casa de los Hathaway-Preston, Hank dice que por fin terminó la jaula a lo que Ray lo reprende y le dice que la habían hecho juntos, Hank responde que él había hecho la mayor parte y que lo que más había hecho Ray era colocar el timbre de juguete a la jaula. En eso llegan Michelle y Barb preguntándole a un deprimido Louie porque estaba triste a lo que el responde que Louie le dice que no estaba tan deprimido, Michelle los interrumpe diciendo que cuando Chad vino a la panadería la cámara de seguridad lo mostró con ojos verdes, Hank de inmediato dice que estaba poseído y que se fue con Taylor y Phoebe, Louie dice que irá a avisarle a Taylor, en la fiesta Taylor y Max no podían encontrar a Phoebe, Max seguía rastreando fantasmas mientras Taylor se sigue quejándose de que Scott la va a dejar pensando que era infiel, Max encuentra señal fantasmal junto a él y cuando mira ve a Louie que les informa que Chad estaba poseído, por lo que Max y Taylor buscan más desenfrenadamente a Phoebe, así que van al jardín y solo encuentran a Miles congelado, Max grita que donde podía estar Phoebe, a lo que el demonio en el cuerpo de Phoebe dice que ahí estaba. Taylor viéndola dice que el fantasma ha poseído a Phoebe y que la blusa de su no combinaba con la voz del fantasma y Max se prepara para pelear.  El Demonio Verde usa la voz de Phoebe y le dice que no sería capaz de dañar a su hermana, a lo que Max la contradice diciendo que no hace mucho había mordido los pies de Phoebe por lo que el demonio se prepara para pelear, entonces empiezan una batalla, pero sin embargo Max se distrae con Taylor permitiéndole al demonio patearle, dejándolo fuera de combate con en el suelo. 
El demonio le pregunta si no quería unirse a él para matar a Hank y Max le responde que por más villano que quiera ser nunca traicionaría a su padre
y un decepcionado demonio verde le dice que pensó que tenía potencial para ser un buen villano pero solo se va. Taylor encuentra a Miles congelado entre los arbustos por lo que Max usa su aliento de fuego para descongelarlo y lo primero que dice Miles es que Phoebe estaba poseída por el Demonio Verde, a lo que Max contesta con sarcasmo que ya lo sabía y Miles se da cuenta de que sus poderes fantasmales se vieron afectados por el congelamiento por lo que no puede transportarse, así que Max y Taylor se van, pero son interrumpidos por Scott, quien dice que quería que Taylor le explicara por lo que Max le dice que aun lo amaba pero que le explica más tarde así que se van dejando a scott confundido.

De nuevo con Frankie, Billy y nora, que están celebrando por haber consefuido tantos dulces pero Frankie mira a la calle y ve que estaban rodeados por niños enojados de que se hubieran llevado los dulces. Nora corta una rama de árbol con láser pero los niños no se detienen por lo que empiezan a lanzarles dulce y empiezan por los dietéticos Frankie dice que es el fin sin embargo aparece Louie quien dice que a pesar de que lo dejaron fuera de la ecuación los salvara convirtiéndose en un ovni extraterrestre y espantando a los niños pero no sabe manejarlo por lo que vuelve a casa, en la casa ray cierra sin querer la jaula con Michelle, Ray, Barb y Hank dentro y un asustado Hank les dice que la jaula solo se podía abrir por afuera por lo que Ray llama a Louie y le dice que los saque de ahí Louie se muestra escéptico y se va pero llega phoebe aun poseída por el fantasma quien utiliza la voz de Phoebe para discimular y saca solamente a hank para matarlo revelándose como el fantasma verde elevándose y diciendo que jamás lo sacarian del cuerpo de Phoebe y que mataría a Hank por encerrarlo empezando a usar telequinesis para elevar a Hank y hacerlo chocar contra los muros sin embargo es salvado por Max que aun así le dice al fantasma que el haría esto puesto que le dijo que tenía potencial como villano y que aprenderá del mejor y Barb sorprendida le pide que no se una al fantasma verde dicendole que era horrible y muy feo al que el fantasma en el cuerpo de Phoebe le dice que aun esta ahí, Hank le reprocha a Max por esto a lo que Max le dice que él era villano aunque el no lo creyera pero que aun así jamás se pondría en su contra lanzándole aliento de hielo al fantasma y en eso aparece Miles quien dice que ya recuperó sus poderes fantasmales poseyendo a Phoebe quien ya se encontraba poseída por el fantasma verde así que Ray le grita a Miles que salga del cuerpo de Phoebe puesto que dos fantasmas poseyendo un mismo cuerpo era muy peligroso pero Miles toma el control del cuerpo de Phoebe y le dice mediante phoebe que tomara el riesgo por lo que empieza un forcejeo dentro del cuerpo de Phoebe
y expulsando de su cuerpo al fantasma verde sin embargo Miles sale del cuerpo de Phoebe dejando a Phoebe por fin libre y con control de su propio cuerpo pero muy debilitada por la doble posesión Hank la toma para que no se caiga y le pregunta si estaba bien a lo que Phoebe responde que pudo ir a una gran fiesta pero que tenían que arrastrarla a la misión Hank dice que ya es ella por lo que abre la jaula y Taylor se encuentra con Michelle y le dice que no creera lo que le paso durante la noche a lo que Michelle le dice que espere que se vaya el fantasma verde quien vuelve en forma corpórea diciendo que puede que lo hayan sacado del cuerpo de Phoebe pero que aun así mataría a Hank por lo que Max le lanza aliento de hielo y le dice a Phoebe que lanze también aliento de hielo pero, Phoebe le dice que si sus alientos se tocan congelaran la ciudad (haciendo referencia a los cazafantasmas) y Max le dice que evite que se toquen así que los dos lanzan aliento de hielo consiguiendo congelar al fantasma verde entonces los Preston tratan de meterlo en la jaula pero es muy pesado así que Hank lo levanta sobre sus hombros y lo encierra en la jaula así que todos celebran
pero Taylor dice que aunque salvaron el mundo ella perdió un novio en el proceso en eso llega Scott a la pastelería y le pide que le explique todo pero Max le dice que ellos eran conocidos de siveria de las Hathaway y que el si estaba enamorado de Taylor pero que ella durante toda la noche estuvo hablando de él porque era el mejor novio que había tenido salvando la relación de Taylor y Scott mientras que Miles y Phoebe hablan en una mesa y Phoebe le dice que si tiene problemas el paladin poderoso será su primera opción pero que después de que dejen de dolerle los pies debido a los mordiscos de Max así que Phoebe le pide un masaje de pies a Miles y él dice que se lo debe así que los Thunderman vuelven a casa dando por terminado el episodio.

## Reparto

### Principal
- Kira Kosarin como Phoebe Thunderman.
- Amber Montana como Taylor Hathaway.
- Jack Griffo como Max Thunderman.
- Curtis Harris como Miles Preston.
- Addison Riecke como Nora Thunderman.
- Benjamin Flores Jr como Louie Preston.
- Diego Velazquez como Billy Thunderman.
- Breanna Yde como Frankie Hathaway.
- Chris Tallman como Hank Thunderman.
- Ginifer King como Michelle Hathaway.
- Rosa Blasi como Barb Thunderman.
- Chico Benymon como Ray Preston.

### Recurrente
- JT Neal como Scott Tomlinson.

### Invitados
- Sydney Scotia como Amanda.
- Chase Austin como Chad.
- David Ury como Fantasma Verde.